# Excelsior Rotterdam
Az Excelsior Rotterdam egy holland labdarúgóklub Rotterdamból, jelenleg a másodosztály tagja.

## Jelenlegi keret
2021. szeptember 19-i állapotnak megfelelően.
| #  |     | Poszt | Név                                                 |
| -- | --- | ----- | --------------------------------------------------- |
| 1  | NED | K     | Stijn van Gassel                                    |
| 2  | BEL | V     | Siebe Horemans                                      |
| 4  | NED | V     | Redouan El Yaakoubi ()                              |
| 5  | SUI | V     | Nikita Vlasenko (kölcsönben a Juventus csapatától)  |
| 6  | NED | V     | Abdallah Aberkane                                   |
| 7  | NED | CS    | Hugo Botermans                                      |
| 8  | NED | KP    | Mats Wieffer                                        |
| 9  | NED | CS    | Thijs Dallinga                                      |
| 10 | NED | KP    | Reuven Niemeijer                                    |
| 11 | NED | CS    | Marouan Azarkan (kölcsönben a Feyenoord csapatától) |
| 14 | NED | CS    | Couhaib Driouech                                    |
| 16 | NED | V     | Sven Nieuwpoort                                     |
| 18 | FRA | KP    | Modeste Doku                                        |

| #  |     | Poszt | Név                       |
| -- | --- | ----- | ------------------------- |
| 20 | BEL | K     | Bo Geens                  |
| 24 | ENG | V     | Brandon Ormonde-Ottewill  |
| 27 | NED | V     | Michael Chacón            |
| 28 | NED | V     | Nathan Tjoe-A-On          |
| 30 | NED | K     | Lars Bleijenberg          |
| 31 | NED | V     | Jaimy Buter               |
| 32 | NED | KP    | Joshua Eijgenraam         |
| 33 | NED | KP    | Julian Baas               |
| 34 | NED | V     | Serano Seymor             |
| 36 | NED | CS    | Delano Gouda              |
| 37 | NED | KP    | Jonathan Mendes Rodrigues |
| 38 | NED | K     | Pascal Kuiper             |

## Jelenlegi stáb
| Poszt           | Név                 |
| --------------- | ------------------- |
| Vezetőedző      | Marinus Dijkhuizen  |
| Segédedző       | André Hoekstra      |
| Csapatmenedzser | Dennis van der Neut |
| Kapusedző       | Ronald Graafland    |
| Erőnléti edző   | Mario Meijer        |
| Physio          | Maurice de Groot    |
| Physio          | Rinus Kerskes       |
| Csapatorvos     | Robert Jan de Vos   |

## Az évad játékosa
| Évad    | Győztes               |
| ------- | --------------------- |
| 1995–96 | Marinus Dijkhuizen    |
| 1996–97 | John Schuurhuizen     |
| 1997–98 | Ferry de Haan         |
| 1998–99 | Michael van der Kruis |
| 1999–00 | David Connolly        |
| 2000–01 | Jarda Simr            |
| 2001–02 | Michel Breuer         |

| Évad    | Győztes         |
| ------- | --------------- |
| 2002–03 | Steve Olfers    |
| 2003–04 | Danny Buijs     |
| 2004–05 | Brett Holman    |
| 2005–06 | Luigi Bruins    |
| 2006–07 | René van Dieren |
| 2007–08 | Kees Luijckx    |
| 2008–09 | Jeffrey Altheer |

## Híres játékosok
| Ausztrália - Brett Holman Ausztria - Volkan Kahraman Belgium - Thomas Buffel - Gill Swerts Brazília - Michel Bastos Chile - Sebastián Pardo Elefántcsontpart - Salomon Kalou | Denmark - Patrick Mtiliga - Jan Sørensen Ghana - Christian Gyan - Jordan Opoku - Prince Polley Írország - David Connolly Japán - Takafumi Ogura Marokkó - Youssef El Akchaoui - Mounir El Hamdaoui Holland Antillák - Chaly Jones - Shelton Martis | Hollandia - Mario Been - George Boateng - Winston Bogarde - Dries Boussatta - Luigi Bruins - Royston Drenthe - Rinus Israël - Wim Meutstege - Oscar Moens - Graeme Rutjes - Cees Schapendonk - Henk Schouten - Andwélé Slory - Gaston Taument - Robin van Persie - Arie Vermeer Dél-Korea - Kim Nam-Il |

## Korábbi vezetőedzők
| - Rinus Smits (1954–56) - Bob Janse (1956–62) - Rinus Smits (1962–68) - Bob Janse (1968–70) - Jaap Kouters (1970) - Bob Janse (1970–71) - Joop Castenmiller (1971–73) - Ben Peeters (1973–75) - Thijs Libregts, Bob Janse (1975–76) - Thijs Libregts (1976–80) - Hans Dorjee (1980–82) - Rob Jacobs (1982–86) - Henk Wullems (1986–88) | - Joop van Daele (1988–90) - Martin van der Kooy (1990) - Popovics Sándor (1990–92) - Cor Pot (1992–94) - Rob Baan (1994–95) - Hans van der Pluym (1995–96) - Adrie Koster (1996–03) - Henk van Stee (2003–04) - John Metgod (2004–05) - Mario Been (2005–06) - Ton Lokhoff (2006–09) - Alex Pastoor (2009–11) - John Lammers (2011–12) | - Leon Vlemmings (2012–13) - Jon Dahl Tomasson (2013–14) - Marinus Dijkhuizen (2014–15) - Alfons Groenendijk (2015–16) - Mitchell van der Gaag (2016–18) - Adrie Poldervaart (2018–19) - Ricardo Moniz (2019–20) - Marinus Dijkhuizen (2020–) |